# Ducato di Bouillon
Il ducato di Buglione (in francese:duché de Bouillon) era un piccolo stato semi-indipendente, situato fra Lussemburgo, Champagne, ed i Tre Vescovati, divenuto parte del Belgio nel 1830.

## Storia

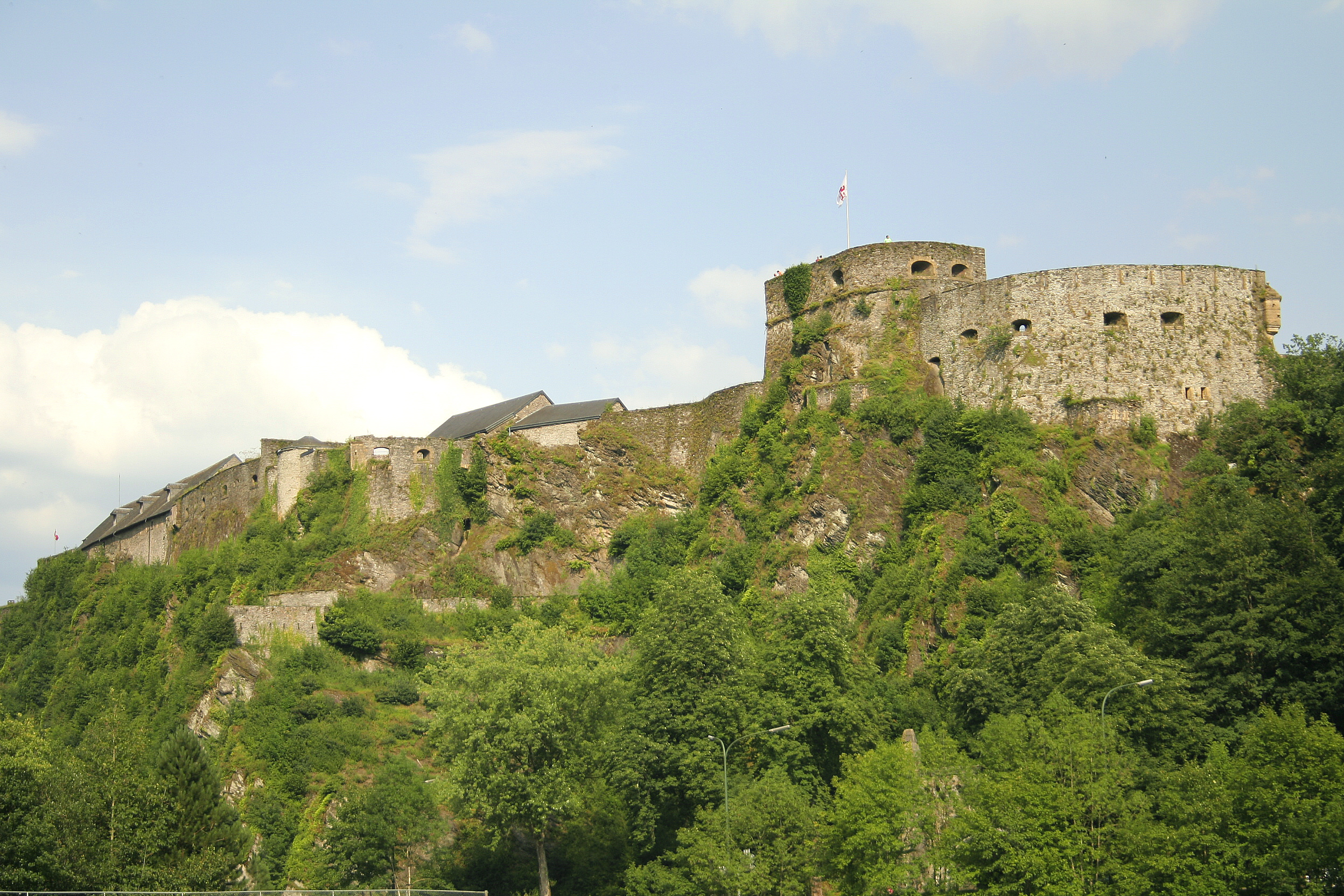
Castello di Bouillon

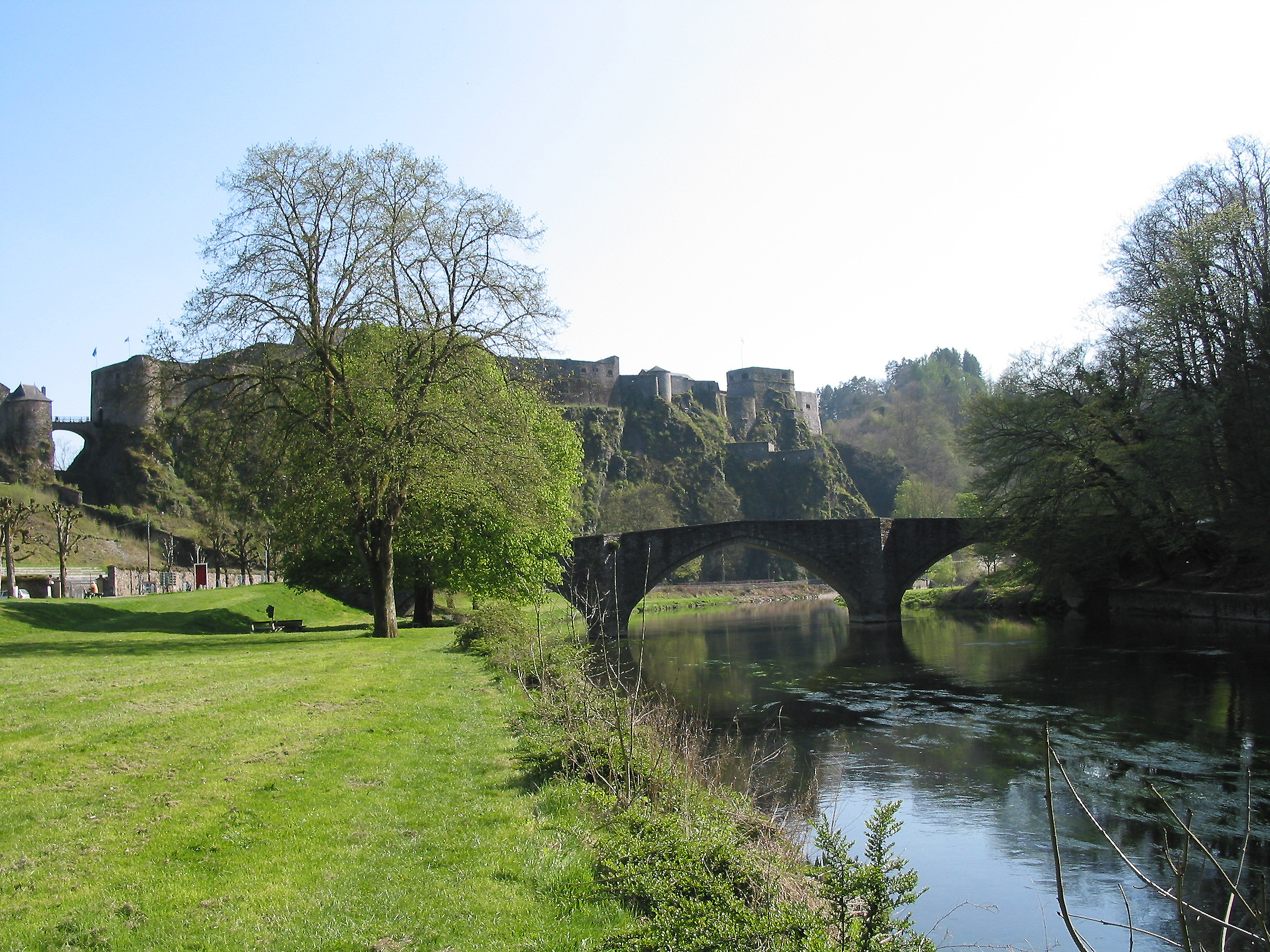
Il Semois con il castello di Bouillon sullo sfondo

Le origini del ducato di Bouillon non sono chiare. Il primo riferimento al castello di Bouillon risale all'anno 988 e dall'XI secolo fu una proprietà assoluta degli Ardennes–Verdun, designati come signori di Bouillon. Alla morte di Goffredo III, duca della Bassa Lorena, nel 1069, Bouillon passò a suo nipote, Goffredo di Buglione, che nel 1095 lo vendette al principe-vescovo di Liegi, Otberto di Liegi, allo scopo di finanziare la propria partecipazione alla prima crociata.
Il principe-vescovo di Liegi concesse la castellania di Bouillon al casato di La Marck nel 1415.
Nel 1456, Luigi di Borbone, vescovo di Liegi, prese il titolo di duca di Bouillon, ma nel 1482 venne fatto assassinare dal castellano di Bouillon Guglielmo de La Marck, per insediare al suo posto il figlio, Jean de La Marck. Nuovo principe vescovo di Liegi venne eletto invece Giovanni di Hoorn: lo scontro tra questi e Guglielmo de La Marck terminò con il trattato di Tongeren, firmato il 21 maggio 1484: i de La Marck rinunciarono alle pretese su Liegi, mantenendo tuttavia il castello di Bouillon. 
Roberto II de la Marck prese il titolo di duca di Bouillon nel 1492.
Nel 1521, il principe-vescovo di Liegi, Eberhard von der Mark (un altro membro del casato de La Marck), con l'appoggio delle truppe dell'imperatore Carlo V, riuscì a riconquistare Bouillon per il principato-vescovado.
Roberto III de La Marck ricominciò a designarsi "duca di Bouillon" nel 1526 e tutti i suoi successori mantennero il diritto a questo titolo. Durante le Guerre italiane del 1551–1559, Bouillon fu occupata dalle forze di Enrico II di Francia per mantenerle libere dall'influenza degli Asburgo, ma il titolo di duca di Bouillon venne confermato a Roberto IV de la Marck.
Dal 1560 al 1642, i duchi di Bouillon furono anche i sovrani dell'independente principato di Sedan.
Con la morte di Charlotte de La Marck nel 1594, il ducato ed il titolo passarono a suo marito Enrico de La Tour d'Auvergne e al suo casato. La Francia invase nuovamente Bouillon nel 1676 durante la Guerra d'Olanda, ma Goffredo Maurizio de La Tour d'Auvergne rimase duca di Bouillon. Da questo momento in poi, sebbene il ducato di Bouillon fosse tecnicamente ancora parte del Sacro Romano Impero, divenne in realtà un protettorato francese. Questo stato di cose fu confermato dal trattato di Nimega del 1678.
Sulla scia della rivoluzione francese, l'esercito rivoluzionario francese invase il ducato di Bouillon nel 1794, arrestando il duca. Nel 1795, Bouillon fu annessa alla Francia.
Al congresso di Vienna, nel 1815, il titolo di duca di Bouillon fu restituito a Charles Alain de Rohan. Il ducato di Bouillon, tuttavia, fu annesso al granducato di Lussemburgo, allora unione personale con il Regno dei Paesi Bassi, diventando parte del Regno dei Belgi nel 1830.

## Geografia del ducato di Bouillon
Il ducato di Bouillon fu un ducato autonomo in alcuni aspetti fino al 1795, ma uno dei più piccoli territori all'interno del Sacro Romano Impero. Nel 1789, aveva una popolazione di 2 500 abitanti. La città più grande Bouillon, è situata sul Semois. Consisteva anche nei villaggi circostanti: Sugny, Corbion, Alle, Rochehaut, Ucimont, Botassart, Sensenruth, Noirefontaine, Gros-Fays, Fays-les-Veneurs, Bertrix, Carlsbourg, Paliseul, Jehonville, Opont, Anloy, Porcheresse, Gembes, Gedinne, Sart-Custinne e Tellin.
Bouillon è situato nella regione di lingua vallona.

## Elenco dei duchi di Bouillon

### Casato di La Marck,?–1588
| Immagine | Nome                           | Padre             | Nascita         | Matrimonio       | Diventò duca                     | Morte            | Consorte                                       |
| -------- | ------------------------------ | ----------------- | --------------- | ---------------- | -------------------------------- | ---------------- | ---------------------------------------------- |
|          | Robert I de La Marck           | Jean de La Marck  | 1430            | 15 giugno 1446   | ? Bouillon elevato a Ducato      | febbraio 1487    | Jeanne de Marley                               |
|          | Robert II de La Marck          | Robert I          | 1465            | 25 dicembre 1490 | febbraio 1487 morte del padre    | 1536             | Catherine de Croÿ                              |
|          | Robert III de la Marck         | Robert II         | 1491            | 1º aprile 1510   | marzo 1667 morte del padre       | 21 dicembre 1536 | Guillemette de Saarbrücken, Contessa di Braine |
|          | Robert IV de La Marck          | Robert Fleuranges | 5 gennaio 1512  | 1º marzo 1539    | 21 dicembre 1536 morte del padre | 15 febbraio 1556 | Françoise di Brézé, Contessa di Maulevrier     |
|          | Henri Robert de La Marck       | Robert IV         | 7 febbraio 1540 | 7 febbraio 1558  | 15 febbraio 1556 morte del padre | 2 dicembre 1574  | Françoise de Bourbon                           |
|          | Charlotte de La Marck suo jure | Henri Robert      | 5 novembre 1574 | 19 novembre 1591 | 2 dicembre 1574 fathers death    | 15 maggio 1594   | Henri de La Tour d'Auvergne                    |
| Immagine | Nome                           | Padre             | Nascita         | Matrimonio       | Diventò duca                     | Morte            | Consorte                                       |

### Casato di La Tour d'Auvergne, 1588–1802
| Immagine       | Nome                                    | Padre                          | Nascita           | Matrimonio                             | Diventò duca                            | Cessò di essere duca                                    | Morte           | Consorte                      |
| -------------- | --------------------------------------- | ------------------------------ | ----------------- | -------------------------------------- | --------------------------------------- | ------------------------------------------------------- | --------------- | ----------------------------- |
|                | Henri de La Tour d'Auvergne             | François de La Tour d'Auvergne | 28 settembre 1555 | 19 novembre 1591                       | 15 maggio 1594 morte della prima moglie | 25 marzo 1623                                           | 25 marzo 1623   | Charlotte de La Marck         |
| 15 aprile 1595 | Henri de La Tour d'Auvergne             | François de La Tour d'Auvergne | 28 settembre 1555 | Elisabetta di Nassau                   | 15 maggio 1594 morte della prima moglie | 25 marzo 1623                                           | 25 marzo 1623   |                               |
|                | Frédéric Maurice de La Tour d'Auvergne  | Henri                          | 22 ottobre 1605   | 2 gennaio 1634                         | 25 marzo 1623 morte del padre           | 9 agosto 1652                                           | 9 agosto 1652   | Éléonore de Bergh             |
|                | Godefroy Maurice de La Tour d'Auvergne  | Frédéric Maurice               | 21 giugno 1636    | 19 aprile 1662                         | 9 agosto 1652 morte del padre           | 26 luglio 1721                                          | 26 luglio 1721  | Maria Anna Mancini            |
|                | Emmanuel Théodose de La Tour d'Auvergne | Goffredo Maurizio              | 1668              | 1º febbraio 1696                       | 26 luglio 1721 morte del padre          | 17 aprile 1730                                          | 17 aprile 1730  | Marie Armande de La Trémoille |
| 4 gennaio 1718 | Emmanuel Théodose de La Tour d'Auvergne | Goffredo Maurizio              | 1668              | Louise Françoise Angélique Le Tellier  | 26 luglio 1721 morte del padre          | 17 aprile 1730                                          | 17 aprile 1730  |                               |
| 21 marzo 1725  | Emmanuel Théodose de La Tour d'Auvergne | Goffredo Maurizio              | 1668              | Louise Henriette Françoise de Lorraine | 26 luglio 1721 morte del padre          | 17 aprile 1730                                          | 17 aprile 1730  |                               |
|                | Charles Godefroy de La Tour d'Auvergne  | Emmanuel Théodose              | 16 luglio 1706    | 2 aprile 1724                          | 17 aprile 1730 morte del padre          | 24 ottobre 1771                                         | 24 ottobre 1771 | Maria Carolina Sobieska       |
|                | Godefroy de La Tour d'Auvergne          | Charles Godefroy               | 26 gennaio 1728   | 27 novembre 1743                       | 24 ottobre 1771 morte del padre         | 3 dicembre 1792                                         | 3 dicembre 1792 | Louise de Lorraine            |
| 14 maggio 1789 | Godefroy de La Tour d'Auvergne          | Charles Godefroy               | 26 gennaio 1728   | Marie Françoise Henriette de Banastre  | 24 ottobre 1771 morte del padre         | 3 dicembre 1792                                         | 3 dicembre 1792 |                               |
|                | Jacques Léopold de La Tour d'Auvergne   | Godefroy                       | 15 gennaio 1746   | 17 luglio 1766                         | 3 dicembre 1792 morte del padre         | 1794 Bouillon assorbita dalla Prima Repubblica francese | 7 febbraio 1802 | Edvige d'Assia-Rotenburg      |
| Immagine       | Nome                                    | Padre                          | Nascita           | Matrimonio                             | Diventò duca                            | Cessò di essere duca                                    | Morte           | Consorte                      |

### Casato di Rohan, dal 1816
Nel 1816, il Congresso di Vienna ripristinò il titolo di "duca di Bouillon", dandolo a Charles Alain de Rohan, figlio di Marie Louise de La Tour d'Auvergne, che era figlia del precedente duca Charles Godefroy de La Tour d'Auvergne.
| Immagine | Nome                             | Padre                                                                               | Nascita          | Matrimonio        | Diventò duca                     | Morte             | Consorte                                  |
| -------- | -------------------------------- | ----------------------------------------------------------------------------------- | ---------------- | ----------------- | -------------------------------- | ----------------- | ----------------------------------------- |
|          | Charles Alain de Rohan           | Henri Louis de Rohan (Rohan)                                                        | 18 gennaio 1764  | 29 maggio 1781    | 1816 ascesa                      | 24 aprile 1836    | Louise Aglae de Conflans d'Armentieres    |
|          | Louis Victor Mériadec            | Henri Louis de Rohan (Rohan)                                                        | 1766             |                   | 24 aprile 1836 ascesa            | 1841              | Berthe de Rohan                           |
|          | Camille Philippe Joseph Idesbald | Charles-Louis-Gaspard de Rohan-Rochefort Adottato da Louis Victor Mériadec de Rohan | 19 dicembre 1801 | 28 maggio 1826    | 1846 ascesa                      | 13 settembre 1892 | Adelheid zu Löwenstein-Wertheim-Rosenberg |
|          | Alain Benjamin de Rohan          | Arthur de Rohan (1826–1885), figlio di Camille Philippe                             | 8 gennaio 1853   | 10 ottobre 1885   | 13 settembre 1892 ascesa         | 24 febbraio 1914  | Johanna von Auersperg                     |
|          | Alain Anton de Rohan             | Alain Benjamin Arthur                                                               | 26 luglio 1893   | 29 settembre 1921 | 24 febbraio 1914 morte del padre | 17 marzo 1975     | Margarethe von Schönburg-Hartenstein      |
| Immagine | Nome                             | Padre                                                                               | Nascita          | Matrimonio        | Diventò duca                     | Morte             | Consorte                                  |